# آرسیبو، پورتوریکو
آرسیبو (به انگلیسی: Arecibo) یک منطقهٔ مسکونی در ایالات متحده آمریکا است که در پورتوریکو واقع شده‌است.
 آرسیبو  ۹۶٬۴۴۰ نفر جمعیت دارد و ۷ متر بالاتر از سطح دریا واقع شده‌است.